# Franz Verdier
Franz Verdier (eigentlich Franz Emil Otto Schulz; * 13. August 1869 in Nordenburg, Preußen; † 2. Januar 1938 in Berlin) war ein deutscher Film- und Theaterschauspieler sowie Theaterleiter.

## Leben
1905 war er der Direktor des Neuen Theaters Weißenfels. Von 1936 bis zu seinem Tod war er mit seiner Berufskollegin Maria Seidler verheiratet.

## Filmografie
- 1916: Mein ist die Rache
- 1916: Die Wäscher-Resl
- 1916: Seltsame Köpfe
- 1917: Der Todesstern
- 1917: Die Landpommeranze
- 1918: Der fremde Fürst
- 1918: Der Mann mit den sieben Masken
- 1918: Der Sohn des Hannibal
- 1919: Der Fürst der Diebe und seine Liebe
- 1919: Der Todbringer
- 1919: Die Fahrt ins Blaue
- 1919: Wenn Columbine winkt
- 1920: Der rätselhafte Tod (Mungos)
- 1921: Die Nacht ohne Morgen
- 1921: Zwischen Flammen und Fluten
- 1922: Der Höllenreiter
- 1922: Die Kartenlegerin
- 1925: Bismarck, 1. Teil
- 1927: Notschrei hinter Gittern
- 1927: Ein Mordsmädel
- 1929: Manolescu
- 1930: Brand in der Oper
- 1934: Wir parken, wo es uns gefällt